# Distrito de Veszprém
El distrito de Veszprém (húngaro: Veszprémi járás) es un distrito húngaro perteneciente al condado de Veszprém.
En 2013 su población era de 82 353 habitantes. Su capital es Veszprém, que también es la capital del condado.

## Municipios
El distrito tiene 2 ciudades (en negrita), una de ellas con estatus de ciudad de derecho condal (la capital Veszprém), y 17 pueblos (población a 1 de enero de 2013):
- Barnag (132)
- Bánd (665)
- Eplény (516)
- Hajmáskér (2865)
- Hárskút (689)
- Herend (3377)
- Hidegkút (417)
- Márkó (1216)
- Mencshely (239)
- Nagyvázsony (1760)
- Nemesvámos (2627)
- Pula (195)
- Sóly (474)
- Szentgál (2762)
- Szentkirályszabadja (1920)
- Tótvázsony (1297)
- Veszprém (60 876) – la capital
- Veszprémfajsz (243)
- Vöröstó (83)